# Hubert Egemann
Hubert Egemann (* 29. August 1929 in Karlsgrund, Oberschlesien; † 25. Juli 1992) war ein deutscher Politiker (SED). Er war Leiter der Abteilung Verkehrs- und Verbindungswesen bzw. der Abteilung Transport- und Nachrichtenwesen des ZK der SED.

## Leben
Egemann, Sohn einer Arbeiterfamilie, besuchte die Oberschule. 1946 siedelte er nach Aschersleben um, dort wurde er zum Betriebsjunghelfer ausgebildet und nahm dann eine Tätigkeit bei der Deutschen Reichsbahn auf.
1948 trat er der SED bei. Zwischen 1950 und 1953 studierte er an der Deutschen Verwaltungsakademie in Forst Zinna. Sein Studium schloss er als Diplom-Staatswissenschaftler ab. 1953/54 war er Betriebsassistent im Ministerium für Eisenbahnwesen und Abteilungsleiter Güterverkehr im Reichsbahnamt Aschersleben.
Von 1954 bis 1987 war Egemann Mitarbeiter des ZK der SED: Ab 1958 fungierte er als Sektorenleiter, ab 1960 als stellvertretender Abteilungsleiter und von 1962 bis 1987 als Leiter der Abteilung Verkehrs- und Verbindungswesen bzw. der Abteilung Transport- und Nachrichtenwesen des ZK.

## Schriften
- Die Zusammenarbeit der DDR und der UdSSR im Rahmen des RGW und die Aufgaben des Transportwesens der DDR. In: DDR-Verkehr, Heft 10 (1974), S. 401ff.
- Der Beitrag des Transportwesens zur weiteren Lösung der Hauptaufgabe. In: Einheit, Jg. 33 (1978), Heft 11, S. 1145–1161.
- Der Einfluß des Transport- und Nachrichtenwesens auf die volkswirtschaftliche Effektivität. Zentralinstitut für sozialistische Wirtschaftsführung beim ZK der SED, Berlin-Rahnsdorf 1978.

## Auszeichnungen
- Artur-Becker-Medaille in Gold (1967)
- Przodujący kolejarz PRL (1968)
- Vaterländischer Verdienstorden in Bronze, in Silber (1969) und in Gold (1975)
- Ehrenspange zum Vaterländischen Verdienstorden in Gold (1989)
- Kampforden „Für Verdienste um Volk und Vaterland“ (1975)
- Banner der Arbeit (1979)
- Verdienstmedaille der DDR
- Verdienter Eisenbahner der DDR